# L'Atlantide (téléfilm, 1972)
Pour les articles homonymes, voir Atlantide (homonymie).
L'Atlantide est un téléfilm fantastique français de 1972, adapté du roman L'Atlantide de Pierre Benoit. Il a été réalisé par Jean Kerchbron et produit par l'ORTF.

## Synopsis
Deux jeunes officiers français se perdent dans le désert du Sahara et se retrouvent prisonniers d’Antinéa qui règne sur la cité perdue de l’Atlantide. Sous son emprise maléfique l’un d'eux, aveuglé par l’amour qu’il lui porte perd la raison et ira jusqu’au meurtre de son camarade.

## Fiche technique
- Durée : 1h44
- Œuvre originale : L'Atlantide de Pierre Benoit
- Réalisation : Jean Kerchbron
- Adaptation : Armand Lanoux et Jean Kerchbron
- Dialogues : Armand Lanoux
- Image : Albert Schimel
- Décors : François Comtet
- Musique : Janos Komives
- Pays d'origine : France
- Genre : film fantastique, téléfilm
- Date de diffusion : 24 février 1972
- Format : Couleur — 16 mm
- Production : ORTF

## Distribution
- Ludmila Tcherina : Antinéa
- Denis Manuel : Saint Avit
- Gilles Segal : Lieutenant Ferrières
- Jacques Berthier : Morhange
- Gamil Ratib : Ben Cheikh
- Marie-Christine Darah : Tanit Zerga
- James Sparrow : Douglas Kaine
- Moune de Rivel : Rosita

## DVD (France)
Ce téléfilm a été édité en DVD par l'INA le 3 juin 2014, dans le cadre de la collection DVD "Les Inédits fantastiques". L'audio est en français dolby digital 2.0 mono avec sous-titres pour sourds et malentendants. ASIN B00J4XCKV6.